# 浦野弾正忠
浦野 弾正忠（うらの だんじょうのじょう）は、戦国時代の武将。上野国吾妻郡の国衆。大戸浦野氏の当主。大戸平城主。妻は海野長門守幸光の娘とされる。諱は「重次」ともされるが出典は不明。

## 生涯
父は浦野真楽斎。真楽斎ら大戸浦野氏は吾妻郡大戸地区を領する国衆であり、永禄5年（1562年）頃に西上野に侵攻してきた武田氏に従属した。弾正忠は、同10年（1567年）に武田信玄より父・真楽斎（当時の名乗りは宮内左衛門尉）と共に三島から岩氷までの大戸地区と烏川上流域を所領宛行されたのが史料上の初見である。この時、幼名「能化丸」の名乗りで確認できる。
天正6年（1578年）3月までに父から家督を譲渡され、大戸浦野氏の当主となった。同年7月には武田勝頼から信玄より宛がわれていた所領を安堵されている。弾正忠は勝頼から度々遠江への出陣を命じられており、翌7年（1579年）10月には高天神城に在番していることが確認される。
同9年（1581年）3月22日に高天神城は徳川氏の攻撃を受けて落城し（高天神城の戦い）、この際に弾正忠は戦死したとされる。この戦いでは弾正忠の叔父とされる浦野丹後守・右衛門も戦死したという。
弾正忠の死後、大戸浦野氏の家督は再び父の真楽斎が務めた。